# Rémy Borgeot
Rémy Borgeot (ur. 21 marca 1989) – francuski biathlonista. Mistrz Europy w biathlonie z 2010 r. Dwukrotny wicemistrz świata juniorów (sztafeta oraz sprint). Dotychczas nie startował w zawodach PŚ.

## Osiągnięcia

### Mistrzostwa świata juniorów
| 2007 Martello (Włochy)   | 23. miejsce (IN), 47. miejsce (SP), 32. miejsce (PU), 13. miejsce (RL) |
| 2008 Ruhpolding (Niemcy) | 6. miejsce (IN), 2. miejsce (SP), 6. miejsce (PU), 5. miejsce (RL)     |
| 2009 Canmore (Kanada)    | 54. miejsce (IN), 33. miejsce (SP), 27. miejsce (PU), 5. miejsce (RL)  |
| 2010 Torsby (Szwecja)    | 8. miejsce (SP), 11. miejsce (PU), 2. miejsce (RL)                     |

### Mistrzostwa Europy
| 2010 Otepää (Estonia) | 3. miejsce (IN), 17. miejsce (SP), 7. miejsce (PU), 1. miejsce (RL) |